# Grnčare
Gërnçar en albanais et Grnčare en serbe latin (en serbe cyrillique : Грнчаре) est une localité du Kosovo située dans la commune/municipalité de Prizren et dans le district de Prizren/Prizren. Selon le recensement kosovar de 2011, elle compte 1 318 habitants.

## Démographie

### Évolution historique de la population dans la localité
| 1948 | 1953 | 1961 | 1971 | 1981  | 1991  | 2011  |
| ---- | ---- | ---- | ---- | ----- | ----- | ----- |
| 396  | 428  | 562  | 816  | 1 028 | 1 185 | 1 318 |

|  |

### Répartition de la population par nationalités (2011)
En 2011, les Bosniaques représentaient 97,50 % de la population.